# Naturbahnrodel-Weltcup 2016/17
Der Naturbahnrodel-Weltcup 2016/17 begann am 9. Dezember 2016 mit einem Parallel-Bewerb in Kühtai (AUT) und endete mit dem klassischen Finale in Umhausen (AUT). Auf den Weltcup in Latsch (ITA) folgte eine Doppelveranstaltung  in Moskau (RUS). Weltcup Nr. 5 machte im slowenischen Zelezniki, Weltcup Nr. 6 in Deutschnofen (ITA) halt. Es wurden in vier Disziplinen sieben Rennen ausgetragen. Höhepunkt der Saison war die Naturbahnrodel-Weltmeisterschaft 2017  im rumänischen Vatra Dornei. Da bei den Damen Greta Pinggera als auch Evelin Lanthaler punktgleich waren und gleich viel Siege, zweite und dritte Ränge erreichten, musste das letzte Ergebnis zur Ermittlung der Gesamtweltcupsiegerin herangezogen werden. Da Lanthaler als Halbzeitführende den Finaldurchgang verpatzte und als Dritte gereiht wurde, drehte Pinggera den Spieß (nach dem ersten Lauf auf Position drei) um und holte sich den Tagessieg und die Gesamtwertung.

## Damen-Einsitzer

### Ergebnisse
| Datum                    | Ort          | Siegerin         | Zweite           | Dritte           |
| ------------------------ | ------------ | ---------------- | ---------------- | ---------------- |
| 9. bis 11. Dezember 2016 | Kühtai       | Tina Unterberger | Greta Pinggera   | Evelin Lanthaler |
| 6. bis 8. Januar 2017    | Latsch       | Evelin Lanthaler | Tina Unterberger | Greta Pinggera   |
| 11. bis 13. Januar 2017  | Moskau       | Evelin Lanthaler | Tina Unterberger | Greta Pinggera   |
| 13. bis 15. Januar 2017  | Moskau       | Evelin Lanthaler | Greta Pinggera   | Tina Unterberger |
| 20. bis 22. Januar 2017  | Zelezniki    | Greta Pinggera   | Evelin Lanthaler | Sara Bachmann    |
| 27. bis 29. Januar 2017  | Deutschnofen | Greta Pinggera   | Evelin Lanthaler | Sara Bachmann    |
| 16. bis 18. Februar 2017 | Umhausen     | Greta Pinggera   | Tina Unterberger | Evelin Lanthaler |

### Weltcupstand
Endstand
| Rang | Name                   | Punkte |
| ---- | ---------------------- | ------ |
| 01   | Greta Pinggera         | 610    |
| 02   | Evelin Lanthaler       | 610    |
| 03   | Tina Unterberger       | 540    |
| 04   | Michelle Diepold       | 379    |
| 05   | Sara Bachmann          | 375    |
| 06   | Swetlana Scharawina    | 303    |
| 07   | Darja Malejewa         | 302    |
| 08   | Maria Auer             | 285    |
| 09   | Petra Dragičevič       | 272    |
| 10   | Ljudmila Astramowitsch | 265    |

## Herren-Einsitzer

### Ergebnisse
| Datum                    | Ort          | Sieger              | Zweiter             | Dritter             |
| ------------------------ | ------------ | ------------------- | ------------------- | ------------------- |
| 9. bis 11. Dezember 2016 | Kühtai       | Patrick Pigneter    | Grigori Bukin       | Thomas Kammerlander |
| 6. bis 8. Januar 2017    | Latsch       | Patrick Pigneter    | Thomas Kammerlander | Alex Gruber         |
| 11. bis 13. Januar 2017  | Moskau       | Thomas Kammerlander | Alex Gruber         | Patrick Pigneter    |
| 13. bis 15. Januar 2017  | Moskau       | Thomas Kammerlander | Alex Gruber         | Alexander Jegorow   |
| 20. bis 22. Januar 2017  | Zelezniki    | Patrick Pigneter    | Thomas Kammerlander | Juri Talych         |
| 27. bis 29. Januar 2017  | Deutschnofen | Alex Gruber         | Patrick Pigneter    | Thomas Kammerlander |
| 16. bis 18. Februar 2017 | Umhausen     | Thomas Kammerlander | Patrick Pigneter    | Alex Gruber         |

### Weltcupstand
Endstand
| Rang | Name                | Punkte |
| ---- | ------------------- | ------ |
| 01   | Thomas Kammerlander | 625    |
| 02   | Patrick Pigneter    | 585    |
| 03   | Alex Gruber         | 516    |
| 04   | Grigori Bukin       | 364    |
| 05   | Michael Scheikl     | 353    |
| 06   | Alexander Jegorow   | 335    |
| 07   | Florian Clara       | 297    |
| 08   | Florian Glatzl      | 267    |
| 09   | Juri Talych         | 237    |
| 10   | Bernd Neurauter     | 203    |

## Doppelsitzer

### Ergebnisse
| Datum                    | Ort          | Sieger     | Sieger                         | Zweite     | Zweite                          | Dritte     | Dritte                          |
| ------------------------ | ------------ | ---------- | ------------------------------ | ---------- | ------------------------------- | ---------- | ------------------------------- |
| 9. bis 11. Dezember 2016 | Kühtai       | Italien    | Patrick Pigneter Florian Clara | Osterreich | Andreas Schopf Christian Schopf | Russland   | Pawel Porschnew Iwan Lasarew    |
| 6. bis 8. Januar 2017    | Latsch       | Osterreich | Rupert Brüggler Tobias Angerer | Italien    | Patrick Pigneter Florian Clara  | Russland   | Pawel Porschnew Iwan Lasarew    |
| 11. bis 13. Januar 2017  | Moskau       | Russland   | Pawel Porschnew Iwan Lasarew   | Russland   | Alexander Jegorow Pjotr Popow   | Osterreich | Christian Schopf Andreas Schopf |
| 13. bis 15. Januar 2017  | Moskau       | Russland   | Alexander Jegorow Pjotr Popow  | Russland   | Alexei Martjanow Iwan Rodin     | Italien    | Patrick Pigneter Florian Clara  |
| 20. bis 22. Januar 2017  | Zelezniki    | Italien    | Patrick Pigneter Florian Clara | Russland   | Pawel Porschnew Iwan Lasarew    | Osterreich | Christian Schopf Andreas Schopf |
| 27. bis 29. Januar 2017  | Deutschnofen | Russland   | Pawel Porschnew Iwan Lasarew   | Italien    | Patrick Pigneter Florian Clara  | Osterreich | Christian Schopf Andreas Schopf |
| 16. und 18. Februar 2017 | Umhausen     | Russland   | Pawel Porschnew Iwan Lasarew   | Osterreich | Rupert Brüggler Tobias Angerer  | Italien    | Patrick Pigneter Florian Clara  |

### Weltcupstand
Endstand
| Rang | Name                                        | Punkte |
| ---- | ------------------------------------------- | ------ |
| 01   | Pawel Porschnew – Iwan Lasarew              | 585    |
| 02   | Patrick Pigneter – Florian Clara            | 560    |
| 03   | Rupert Brüggler – Tobias Angerer            | 453    |
| 04   | Christian Schopf – Andreas Schopf           | 446    |
| 05   | Alexander Jegorow – Pjotr Popow             | 441    |
| 06   | Christoph Regensburger – Dominik Holzknecht | 395    |
| 07   | Alexei Martjanow – Iwan Rodin               | 292    |
| 08   | Tadej Dragičevič – Petra Dragičevič         | 245    |
| 09   | Stanislaw Kowschik – Ilja Tarassow          | 196    |
| 10   | Andriy Demchuk – Myroslav Lenko             | 157    |